# UFC Fight Night: Rozenstruik vs. Gaziev
UFC Fight Night: Rozenstruik vs. Gaziev （ユーエフシー・ファイトナイト：ホーゼンストライク・バーサス・ガジエフ、別名UFC Fight Night 238、UFC on ESPN+ 96）は、アメリカ合衆国の総合格闘技団体「UFC」の大会の一つ。2024年3月2日、ネバダ州ラスベガスのUFC APEXで開催された。

## 大会概要
本大会はジャルジーニョ・ホーゼンストライクとシャミル・ガジエフのヘビー級戦が組まれた。

## 試合結果

### プレリミナリーカード
第1試合 ライト級 5分3R
○  ルイク・ラジャボフ vs.  アブドゥル・カリーム・アル・セルワディ ×
3R 0:49 KO（右フック→パウンド）
第2試合 フライ級 5分3R
○  ルドビト・クライン vs.  AJ・カニンガム ×
1R 4:36 KO（ボディへの左前蹴り→パウンド）
第3試合 ミドル級 5分3R
○  クリスチャン・リロイ・ダンカン vs.  クラウディオ・ヒベイロ ×
2R 1:57 TKO（パウンド）
第4試合 バンタム級 5分3R
○  アイマン・ザハビ vs.  ジャビッド・バシャラート ×
3R終了 判定3-0（29-28、29-28、29-28）
第5試合 バンタム級 5分3R
○  ヴィニシウス・オリベイラ vs.  ベルナルド・ソパイ ×
3R 4:41 KO（右飛び膝蹴り）
第6試合 ミドル級 5分3R
○  エリク・アンダース vs.  ジェイミー・ピケット ×
3R終了 判定3-0（29-27、29-28、29-28）

### メインカード
第7試合 フライ級 5分3R
○  スティーブ・エルセグ vs.  マット・シュネル ×
2R 0:26 KO（左フック）
第8試合 バンタム級 5分3R
 ウマル・ヌルマゴメドフ vs.  ベクザト・アルマカーン ×
3R終了 判定3-0（30-25、30-26、30-26）
第9試合 フライ級 5分3R
○  ムハンマド・モカエフ vs.  アレックス・ペレス ×
3R終了 判定3-0（29-28、29-28、29-28）
第10試合 ライトヘビー級 5分3R
○  ビトー・ペトリーノ vs.  タイソン・ペドロ ×
3R終了 判定3-0（30-27、30-27、29-28）
第11試合 ヘビー級 5分5R
○  ジャルジーニョ・ホーゼンストライク vs.  シャミル・ガジエフ ×
4R 5:00 TKO（レフェリーストップ）

### 各賞
ファイト・オブ・ザ・ナイト：ヴィニシウス・オリベイラ vs. ベルナルド・ソパイ
パフォーマンス・オブ・ザ・ナイト：スティーブ・エルセグ、ヴィニシウス・オリベイラ
各選手にはボーナスとして5万ドルが授与された。

### カード変更
負傷などによるカードの変更は以下の通り。